# كولوم

أمبير واحد يُعادل كولوم واحد بالثانية

الكولوم (الرمز العالمي: C) هو وحدة في النظام المتري لقياس الشحنة الكهربائية التي يحملها تيار مقداره أمبير واحد في ثانية واحدة. وقد أطلق اسم كولوم على هذه الوحدة تكريما للفيزيائي الفرنسي تشارلز كولوم.
الكولوم هي قيمة تساوي مجموع شحنات (6.241×1018) إلكتروناً. إن الجسم الذي يكتسب هذا العدد من الإلكترونات فإنه يحمل شحنة سالبة تساوي 1 كولوم. والجسم الذي يفقد ذلك العدد من الإلكترونات، يحمل شحنة موجبة تساوي 1 كولوم.

## مقداره
كولوم = أمبير × ثانية
{\displaystyle C=A\cdot s}
ویعرف الكولوم بأنه: مقدار الشحنة التي إذا وضعت على بعد-1- متر من شحنة مشابھة لھا في الھواء ( الفراغ ),  كانت القوة المتبادلة بينهما =(9×10^9)